# Hypena varialis
Hypena varialis är en fjärilsart som beskrevs av Walker 1866. Hypena varialis ingår i släktet Hypena och familjen nattflyn. Inga underarter finns listade i Catalogue of Life.